# Saint Lawrence (Jersey)

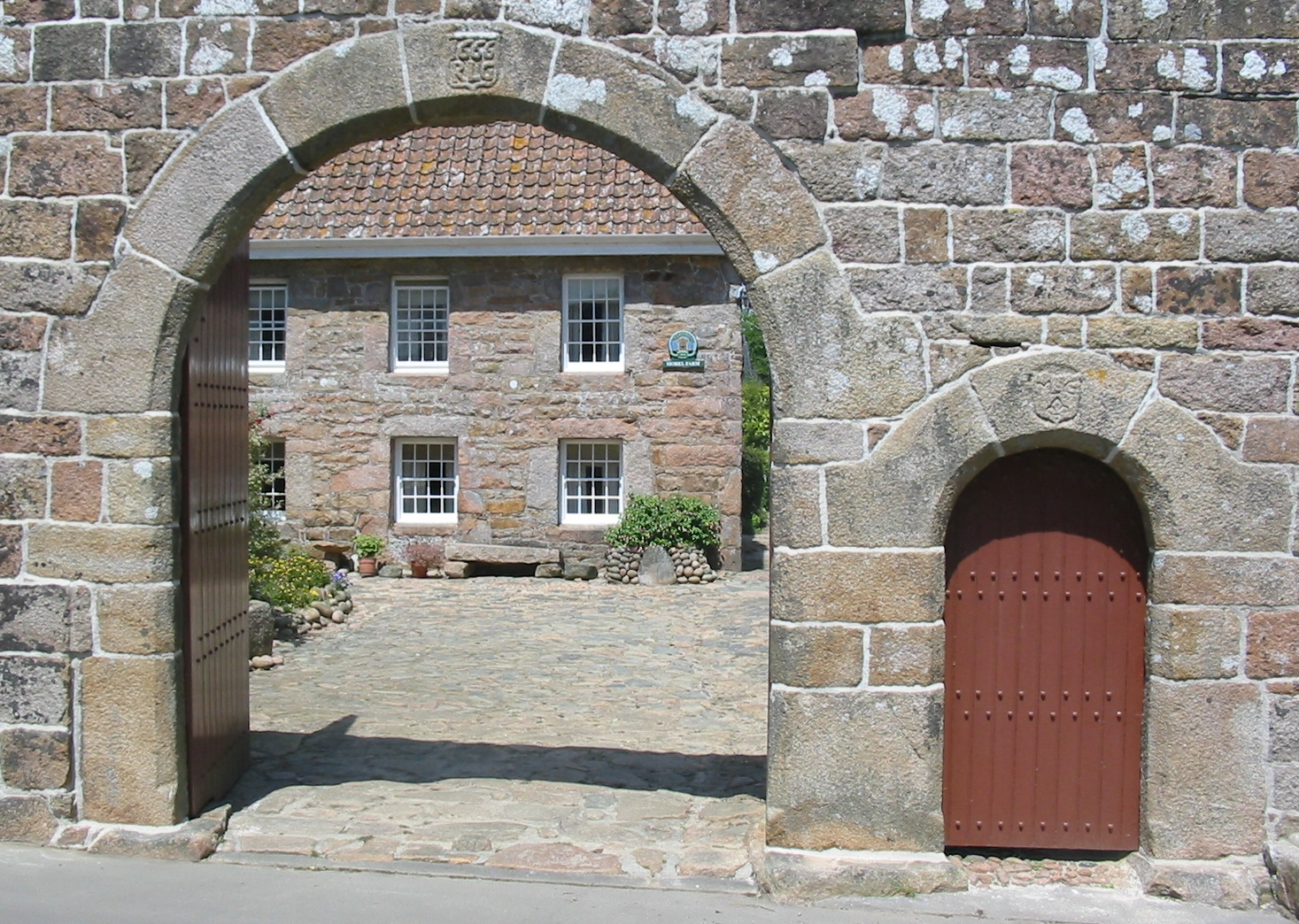
De ingang tot "Morel Farm", een 'National Trust for Jersey' bezit in St. Lawrence, draagt een inscriptie met de datum 1666. Naast 'Hamptonne' en 'Le Rât cottage', is het een van de vooraanstaande voorbeelden van de landelijke architectuur in deze gemeente.

Saint Lawrence (Jèrriais: St Louothains) is een van de twaalf gemeenten op het Kanaaleiland Jersey. De gemeente beslaat 5,258 vergées of 9,5 km² en ligt midden op het eiland.

## Bezienswaardigheden

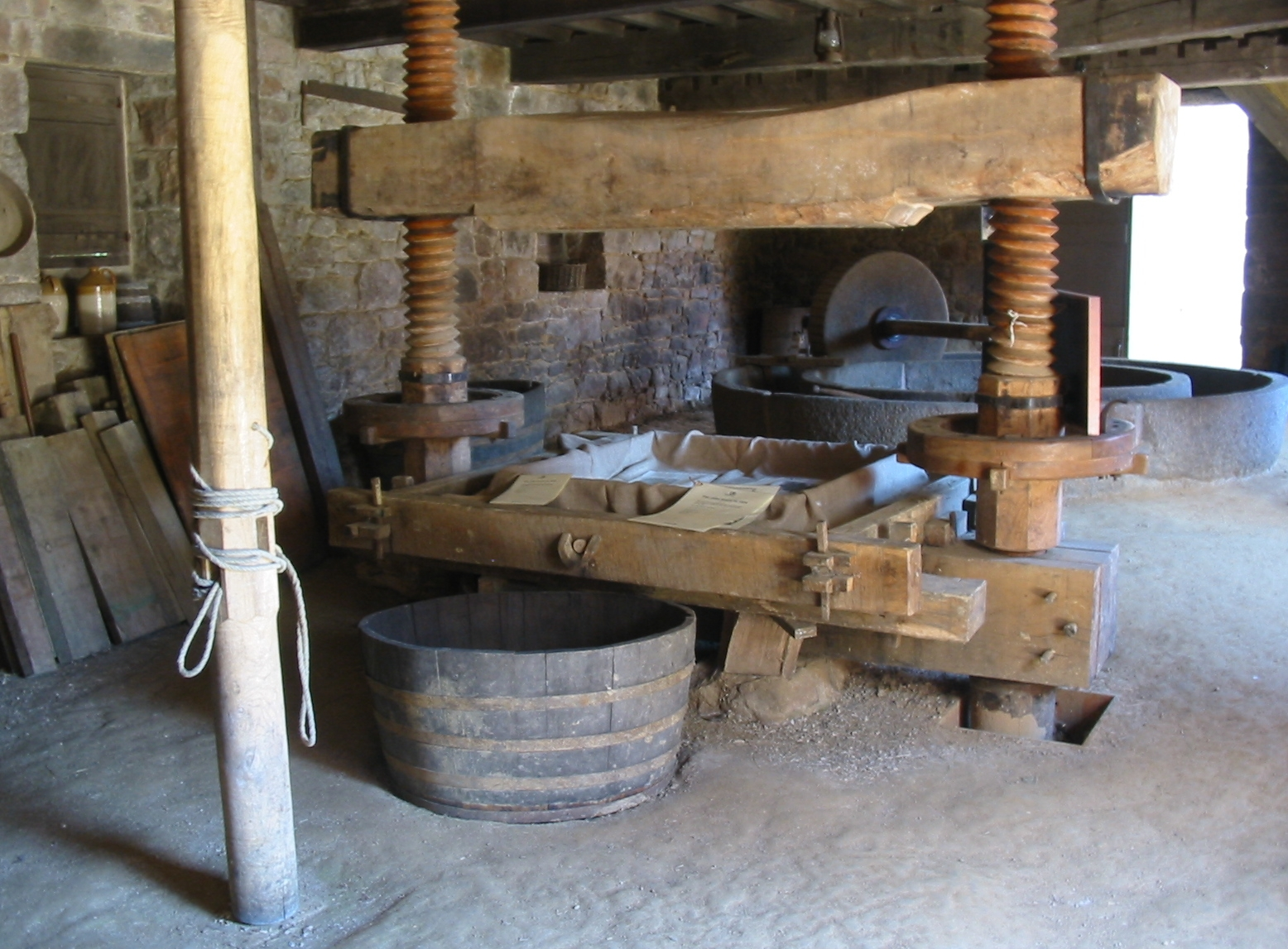
De bereiding van cider wordt in stand gehouden in 'Hamptonne' gebruikmakend van een maler voor de granaatappels op paardenkracht en een houten pers met twee schroeven.

‘Hamptonne’, is een museum over het landelijke leven, dat is gevestigd in gerestaureerde boerderijen in de gemeente. In een appelboomgaard worden de oorspronkelijke Jersey ciderappelbomen gekweekt. De preinseu (cider pershuis) is het centrum tijdens de Faîs'sie d'cidre (het cider festival) waarbij men de traditionele apparaten en methoden gebruikt. Het ITV televisie drama Under the Greenwood Tree is hier opgenomen.
In deze gemeente bevindt zich een overblijfsel van de Duitse bezetting uit de Tweede Wereldoorlog: het German Underground Hospital, thans een van de meest bezochte bezienswaardigheden van Jersey. Deze bezienswaardigheid staat nu bekend als Jersey War Tunnels. Ze worden ook gebruikt als een herdenkingsmonument voor de velen slaven die door de Duitsers ingezet werden om dit soort bouwwerken te maken in de Tweede Wereldoorlog.

## Buurtschappen of Vingtaines
De gemeente is onderverdeel in de volgende vingtaines:
- La Vingtaine de la Vallée
- La Vingtaine du Coin Hatain
- La Vingtaine du Coin Motier
- La Vingtaine du Coin Tourgis Nord
- La Vingtaine du Coin Tourgis Sud

St. Lawrence bestaat uit één kiesdistrict en kiest één afgevaardigde in de Staten van Jersey.

## Demografie
| 4561                     | 4773 | 4702 | 5418 |
| Statistiek start in 1991 |      |      |      |